# Wigpers
Een wigpers is een pers die in een oliemolen gebruikt wordt om de olie te persen ("slaan"). Wigpersen zijn vooral geschikt voor het slaan van olie uit grondstoffen met een relatief laag oliegehalte.

## Opbouw en werking

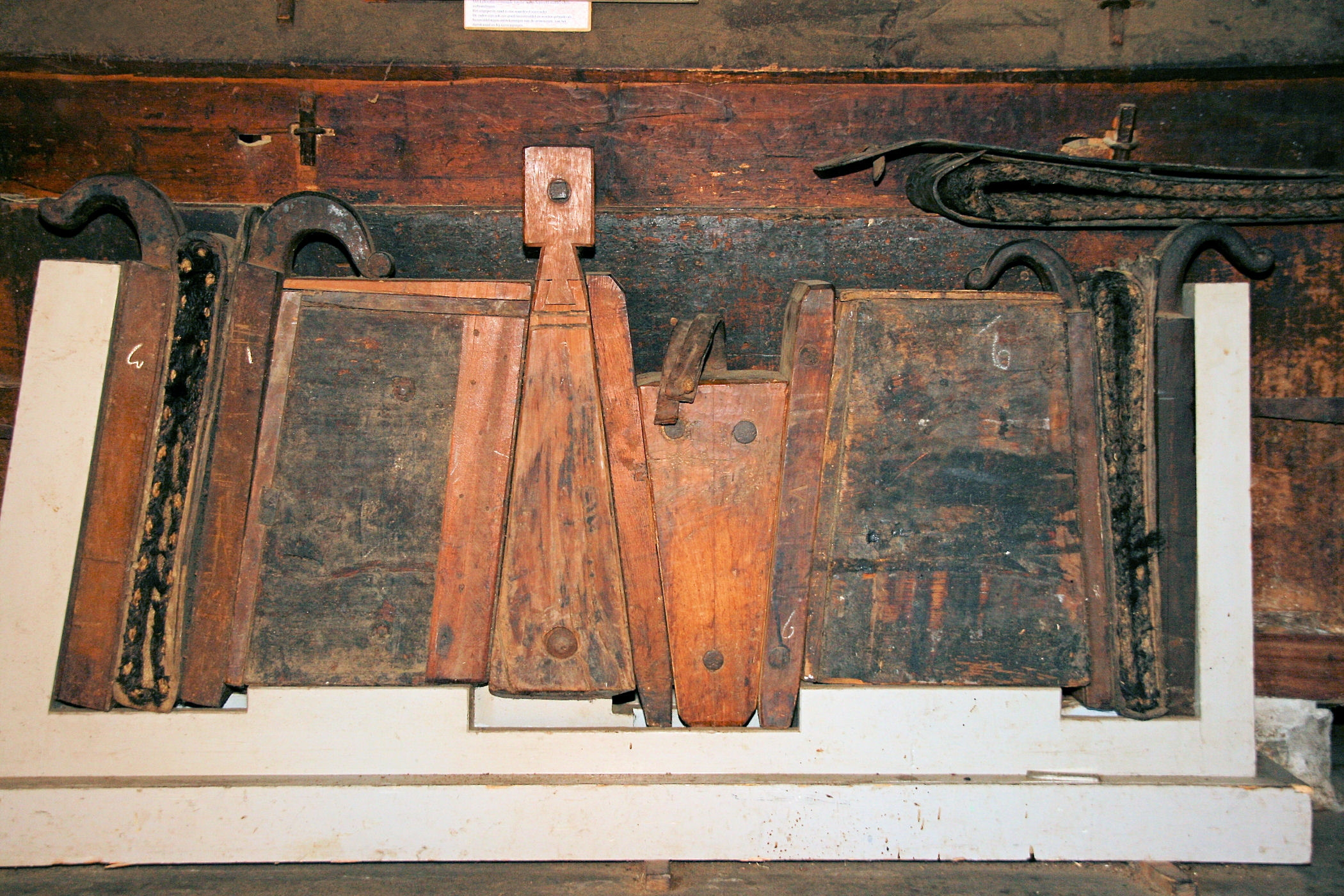
Doorsnede voorslagblok. Van links naar rechts: staander, haar, jager, kussen, losbeitel, schei, slagbeitel, schei, kussen, jager, haar, staander (jagers en staanders van ijzer).

Het werktuig is opgebouwd rond het slagblok: een rechthoekig stuk hout met een breedte en dikte van ca. 75 cm. De olie wordt geslagen in een langwerpige uitsparing, die de laad wordt genoemd. Op de foto rechts is een doorsnede van de laad weergegeven. In de laad kunnen zich achtereenvolgens bevinden, van rechts naar links op de foto:
- een staander. Dit is een dikke ijzeren plaat die aan een zijde tegen een korte zijde van de laad steunt.
- de perskamer met daarin de haar. Dit is een persmat waarin de buul met het te persen zaad (meestal lijnzaad of raapzaad) zich bevindt.
- een jaagijzer (ook jager of jachtijzer genoemd). Dit is een dikke ijzeren plaat met gelijke afmetingen als de staander. De jager wordt echter tijdens het olieslaan in de richting van de staander gedreven.
- een kussen. Dit houten blok verdeelt de krachten die tijdens het olieslaan optreden over de oppervlakte van het jaagijzer.
- een schei. De schei is een soort van buffer dat de verticale beweging van de slagbeitel opvangt;
- de slagbeitel. De slagbeitel is een grote wig. Door de slagbeitel dieper in het slagblok te slaan, worden alle andere losse delen opzij gedrukt en ontstaat een hoge druk in horizontale richting.
- een tweede schei.
- de losbeitel. Dit is een wig, contra aan de slagbeitel. Als deze wig naar beneden wordt geslagen komt er ruimte in de laad zodat de slagbeitel weer los kan komen. Om hem naar beneden te kunnen slaan hangt hij aan een verende wipstok die hem vrijhoudt van de bodem.
- een tweede kussen.
- een tweede jaagijzer.
- een tweede haar.
- een tweede staander.

De wigpers op de foto perst dus zowel links als rechts olie uit een buul, gevuld met zaad. De olie loopt uit een opening aan de onderzijde, het mammengat, uit het slagblok en wordt daar verzameld in een schaal of kom. De schuinte van de slagbeitel is afhankelijk van het te verwerken product. Ook moeten er soms bij het verwerken van bepaalde producten voor het opvullen van de laad scheien gebruikt worden.
De uitgeperste buul bevat na het olieslaan lijnkoek. Dit restproduct bevat nog een behoorlijk hoog gehalte olie. In de wat grotere oliemolens wordt dit materiaal in zogenaamde stamperpotten gebroken, verwarmd en opnieuw geslagen in een tweede blok. Er is dan een voorslagblok en een naslagblok aanwezig. De lijnkoek die aan het eind van dit proces overblijft, wordt als veekoek verkocht. Om de kwaliteit van deze koeken constant te houden, is het naslag uitgerust met een slagenteller, het schelrad, die na 50, 80 of 100 slagen een belletje doet rinkelen, waarop de olieslager weet dat het naslag klaar is.

## Heien
De beitels worden ingeslagen door twee heien, de slaghei boven de slagbeitel en de loshei boven de losbeitel. Dit zijn twee houten balken, meestal van beukenhout. Deze heien wegen ongeveer 125 kg en een stamperhei 100 kg. Bovenin zit een vuist, die door een spaak in de draaiende wentelas of door een heef wordt opgetild, waarna de hei door zijn eigen gewicht op de beitel valt.

## Het slagblok
De oudste wigpersen hadden een slagblok geheel van hout, waarin de laad was uitgehakt. Omdat men hout van een zo groot mogelijke dichtheid wilde hebben, koos men voor het onderste deel van de stam. Soms zijn de wortels in het hout zichtbaar. In latere tijd werden in eerste instantie gietijzeren 'inzet'laden gemaakt, als het hout te erg versleten was. Nog later werd het slagblok volledig van gietijzer gemaakt.
Vaak zijn in het slagblok ook de stamperpotten geplaatst ten behoeve van de stampers.

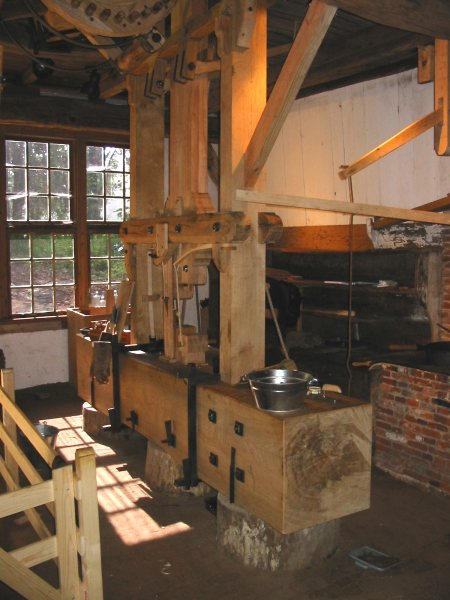
Slagblok
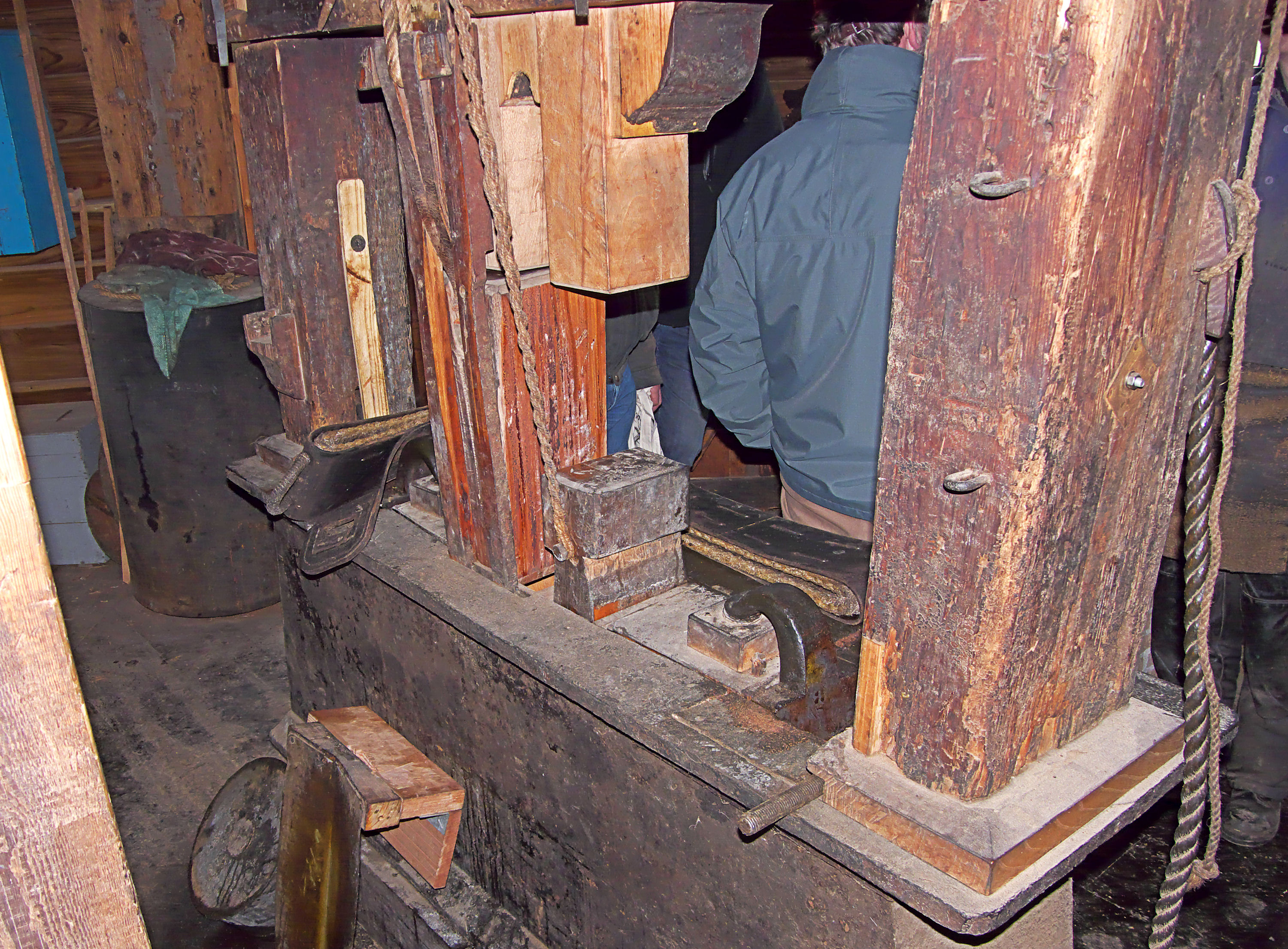
Slagblok van gietijzer in Het Pink
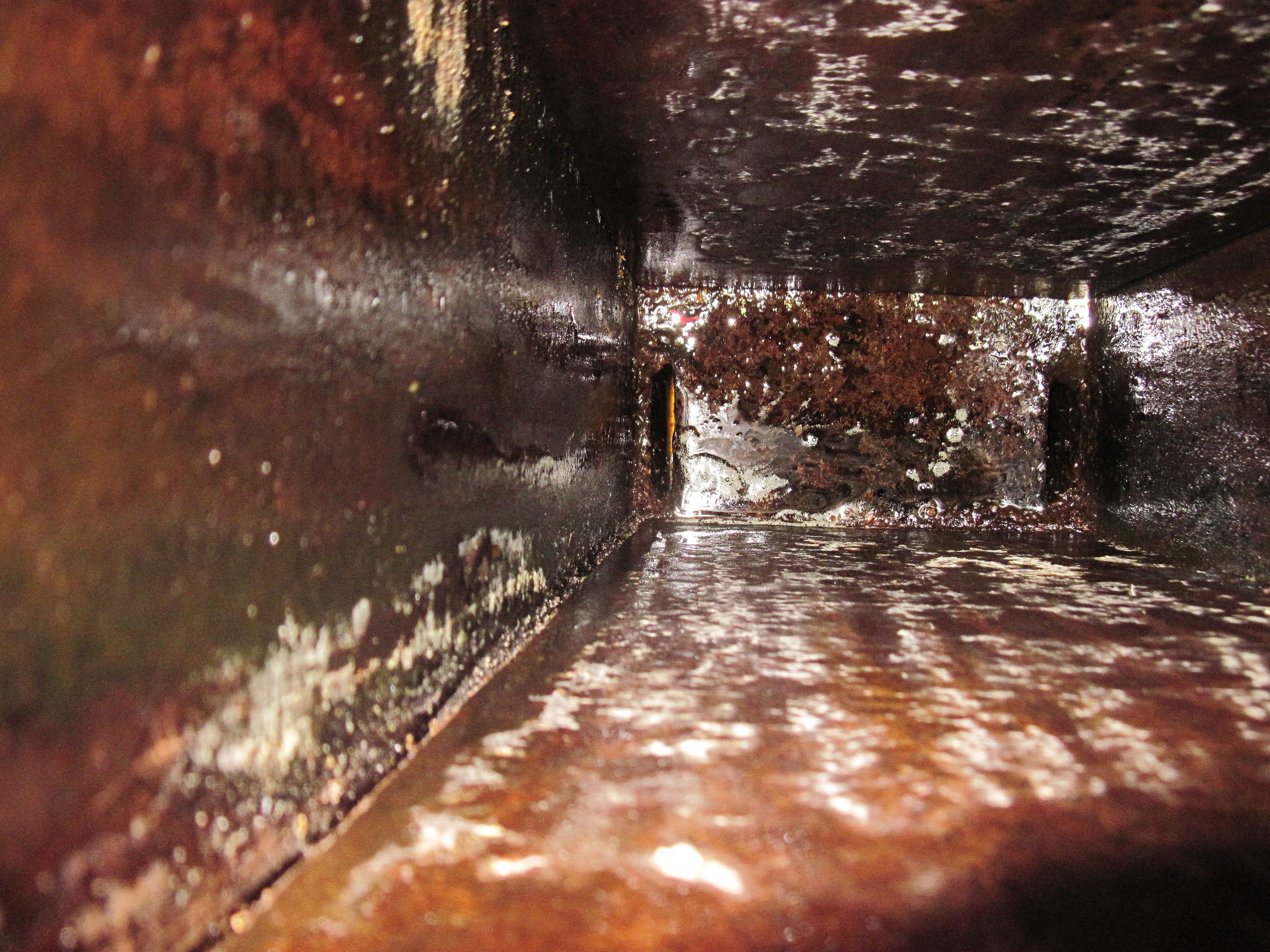
Mam- of mammengat in het slagblok
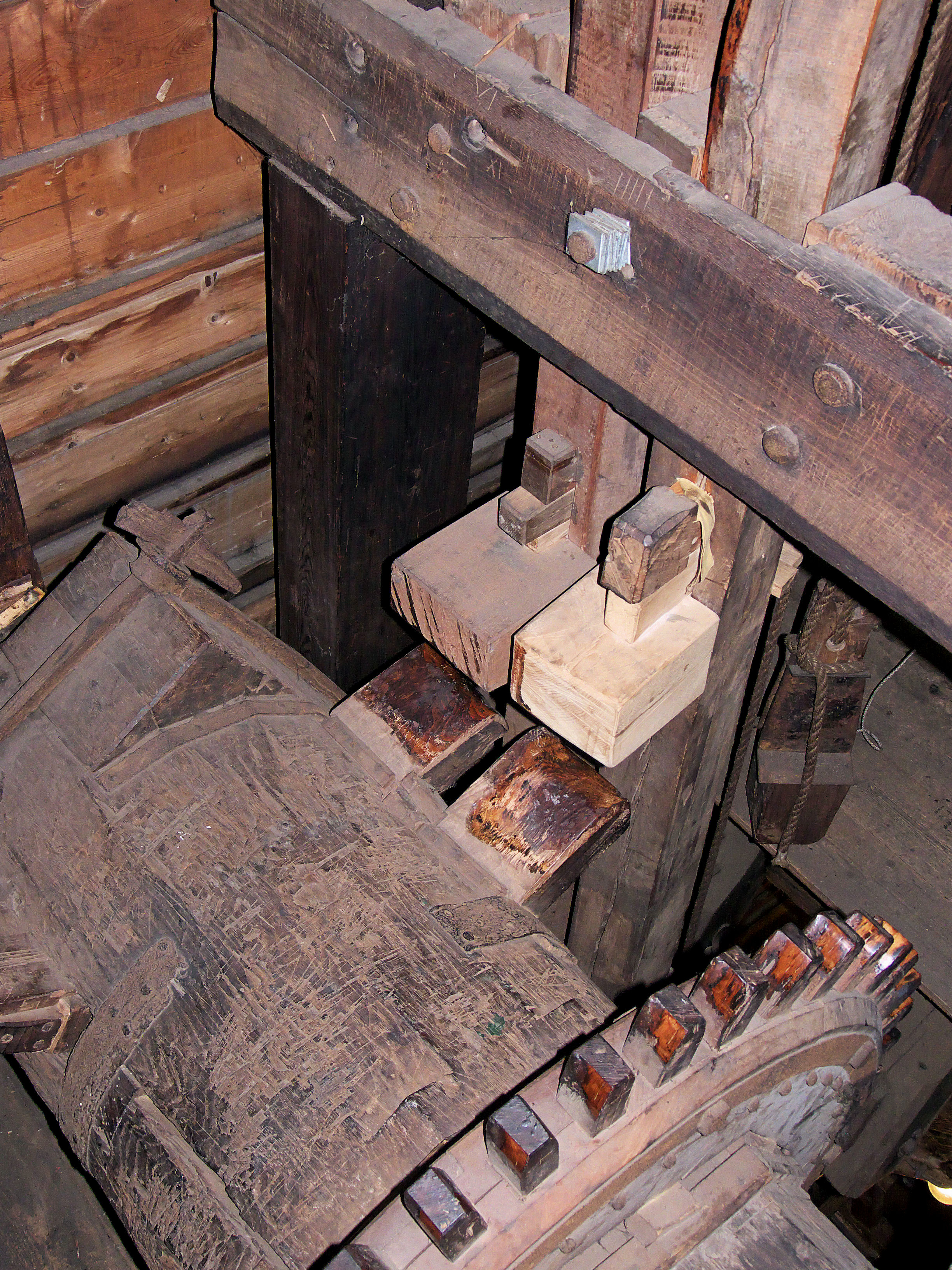
Vuisten en spaken in een oliemolen
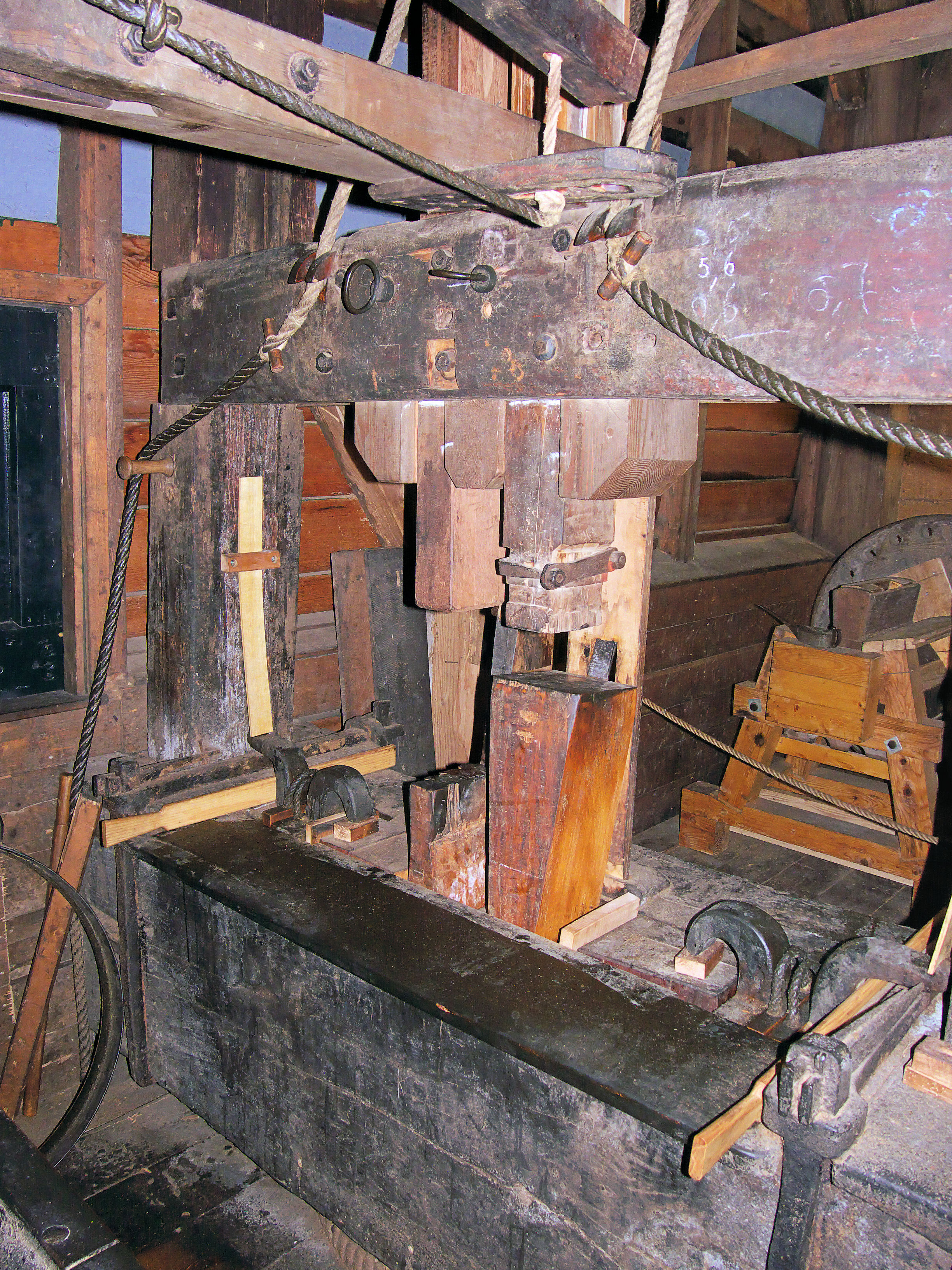
Voorslagblok van De Passiebloem. Boven op de staander staat een houten spanveer, die tegen de blokstut is bevestigd en onder de krul van de jager zit een houten kussendopje. Door het kussendopje glijdt de onderkant van de jager gemakkelijker over de bodem van de laad. Deze voorzieningen zorgen ervoor dat aan het eind van de persing de staander en de jager bij het uithalen van de haar evenwijdig aan elkaar gaan staan, waardoor een haar voor de volgende persing makkelijker tussen de jaagijzers gestoken kan worden.